# Aristos (motorfietsmerk)
Aristos, Menos en Sterna zijn Duitse historische merken van motorfietsen die vrijwel identieke modellen produceerden.
In 1922 kwam het merk "Menos" op de markt. Het leverde motorfietsen met een plaatframe en een watergekoelde 618cc-boxermotor, die door ing. Johannes Preißler ontwikkeld waren en door de Menos-Werke AG Motorfahrzeugbau in Berlijn gemaakt werden.
In hetzelfde jaar kwam de Sterna Motorfahrzeug GmbH, eveneens uit Berlijn, met een identieke motorfiets op de markt en in 1924 was daar ineens de Berlijnse Aristos Motorfahrzeug-Werke GmbH die onder de naam "Aristos" met hetzelfde model kwam, maar dit keer met een 614cc-motor.
Het is niet bekend of ing. Preißler drie verschillende bedrijven voor zijn motorfiets wist te interesseren, of dat hij zelf onder drie verschillende bedrijfsnamen werkte.
In elk geval was het geen gelukkige periode voor Duitse motorfietsproducenten. In de jaren 1923 tot 1925 kwamen en gingen honderden merken, die geen dealernetwerk konden opbouwen en zich allemaal op dezelfde klanten in hun eigen regio moesten richten. In Berlijn bestonden in die tijd tientallen motorfietsmerkjes. Aristos, Menos en Sterna verdwenen allemaal in 1924 van de markt.